# Zapasy na Igrzyskach Boliwaryjskich 2013
Turniej w ramach Igrzysk – Trujillo w 2013 rozegrano pomiędzy 21 a 23 listopada w kompleksie sportowym Mochica Chimú.

## Tabela medalowa
Gospodarz zawodów został zaznaczony kolorem.
| Poz.  | Państwo    |    |    |    | Łącznie |
| ----- | ---------- | -- | -- | -- | ------- |
| 1.    | Wenezuela  | 11 | 2  | 4  | 17      |
| 2.    | Ekwador    | 4  | 4  | 6  | 14      |
| 3.    | Kolumbia   | 3  | 7  | 10 | 20      |
| 4.    | Peru       | 2  | 6  | 3  | 11      |
| 5.    | Dominikana | 1  | 2  | 8  | 11      |
| 6.    | Panama     | 0  | 0  | 3  | 3       |
| 7.    | Boliwia    | 0  | 0  | 1  | 1       |
|       | Chile      | 0  | 0  | 1  | 1       |
| Razem | Razem      | 21 | 21 | 36 | 78      |

## Wyniki

### W stylu klasycznym
| Waga   | Złoty            | Srebrny            | Brązowy              | Brązowy           |
| ------ | ---------------- | ------------------ | -------------------- | ----------------- |
| 55 kg  | Jairo Medina     | Jefferson Mayea    | Dicther Toro         | Jansel González   |
| 60 kg  | Andrés Montaño   | José Magallanes    | Julio Muñoz          | Jansel Ramírez    |
| 66 kg  | Luis Liendo      | Enrique Guallapa   | Jaír Cuero Muñoz     | Jhomaylen Mañon   |
| 74 kg  | Vicente Huacón   | Alvaro Hubiera     | Carlos Muñoz         | Luis Avendaño     |
| 84 kg  | Alexander Brazón | José Mercado       | Luis Vaca            | Cristian Mosquera |
| 96 kg  | Erwin Caraballo  | Óscar Loango Solís | Juan Carlos Espinoza | ----              |
| 120 kg | Ramón García     | Juan Camacaro      | Víctor Asprilla      | Rodolfo Waithe    |

### W stylu wolnym
| Waga   | Złoty            | Srebrny            | Brązowy                 | Brązowy        |
| ------ | ---------------- | ------------------ | ----------------------- | -------------- |
| 55 kg  | Pedro Mejías     | Úber Cuero Muñoz   | Jeffry de Jesus Serrata | Ronny Cedeño   |
| 60 kg  | Abel Herrera     | Ezequiel Díaz      | Dicther Toro            | Ibsen Aguilar  |
| 66 kg  | Yoan Blanco      | Hernán Guzmán Ipuz | Abrahán Llontop         | César Roberty  |
| 74 kg  | Ricardo Roberty  | José Ambrocio      | Edison Hurtado          | Elton Brown    |
| 84 kg  | José Díaz        | Pool Ambrocio      | Juan Martínez           | José Mercado   |
| 96 kg  | Jhosser González | Jarlis Mosquera    | Luis Pérez              | Piero Burgos   |
| 120 kg | Luis Vívenes     | Víctor Asprilla    | Josué Encarnación       | Rodolfo Waithe |

### W stylu wolnym kobiet
| Waga  | Złoty              | Srebrny         | Brązowy                 | Brązowy        |
| ----- | ------------------ | --------------- | ----------------------- | -------------- |
| 48 kg | Carolina Castillo  | Thalía Mallqui  | Angélica Bustos         | ----           |
| 51 kg | Agüis Rivas        | Jenny Mallqui   | Maryuri Valencia Cortés | Luisa Valverde |
| 55 kg | Lissette Antes     | Sayury Cañon    | Marcia Andrades         | Yessica Oviedo |
| 59 kg | Sandra Roa         | Janet Sobero    | Mayra Antes             | ----           |
| 63 kg | Jackeline Rentería | Mauris Serrano  | Diana Cruz              | ----           |
| 67 kg | Jessica Olivares   | Leydi Izquierdo | Elsa Sánchez            | ----           |
| 72 kg | Jaramit Weffer     | Andrea Olaya    | Kelly Díaz              | ----           |